# Commando (Schweiz)
Die Commandos sind reguläre Angehörige der Schweizer Armee, welche eine zusätzliche Spezialausbildung auf freiwilliger Basis absolviert haben. Sie dienen nicht zusammen in einer Spezialeinheit, sondern sind regulären Einheiten der Armee zugeteilt.

## Aufgabe
Ihre Aufgabe ist die terrestrische Aufklärung im vom Gegner besetzten Gebiet. Sie haben – im Gegensatz zu vielen anderen Kommando-Einheiten in anderen Armeen – keine Sabotage- oder Kampfaufträge.

## Ausbildung
Die Schweizer Commandos wurden von 1991 bis 2006 während einer dreiwöchigen Ausbildung einer strengen physischen und psychischen Selektion unterzogen.
Die Commandos besitzen Spezialkenntnisse in:
- Infiltration/Exfiltration

Im Gegensatz zu den Fallschirmaufklärern beschränken sich die Infiltrationsmöglichkeiten bei den Commandos auf Wege zu Land und Wasser sowie Hubschraubertransporte.
- Übermittlung
- Combat-Techniken, Sniperwesen, Tarnung